# Jigsaw (azienda)
Jigsaw, precedentemente Google Ideas, è un incubatore aziendale creato da Google Inc. e ora controllato da Alphabet per mettere a disposizione di imprese, enti governativi e soggetti privati strumenti per fare emergere dati strutturati dall'analisi dei flussi di rete, come ad esempio la mappa mondiale degli attacchi informatici.
Il progetto è nato nel 2010 per esplorare come gli (allora) cinque miliardi di persone si sarebbero connessi con le nuove tecnologie.